# 住居表示に関する法律
住居表示に関する法律（じゅうきょひょうじにかんするほうりつ、昭和37年5月10日法律第119号）は、住居表示の制度とその実施についての措置に関する日本の法律である。略称は住居表示法（じゅうきょひょうじほう）。
この制度が実施される区域内の住所は、町名・字名と地番ではなく、町名・字名と街区符号と住居番号または道路の名称と住居番号で表される。

## 概要
明治以降の日本では元来、字名と地番によって住所を表示するのが慣例となっていた。しかし、区画割りが変更されたり、あるいは都市が密集してくると、下記のような不便をきたすこととなった。
- 町の区域の境界が複雑で不明確である。
- 同一市町村内に同一・類似の町名がある。
- 土地の並ぶ順序と地番の順序とが一致しない。
- 同一地番の土地の上に多数の家屋がある。

こうした状況は、郵便物や宅配便の配達に支障をきたすなど、行政事務や経済活動の障害となっていることが明らかになってきた。
本法は、このような状況を解消するために制定されたものであり、住居表示の方法（第2条）、住居表示の実施手続（第3条）、町・字の区域の合理化（第5条第1項）、住居表示の使用義務（第6条）、街区表示板の設置義務・住居番号の表示義務（第8条）などを規定する。また、本法の施行後、住居表示の実施に際して、従来の町名と縁もゆかりもない新町名の採用や従来の町区域の全面的改編が住民の反発を招いた事例があったことから、町・字の変更手続の特例（第5条の2）、旧町名・字名の継承措置（第9条の2）などの規定が追加されている。

## 逐条解説
- 条文中の漢数字は算用数字に改めた。
- 条文中の「つ」のうち促音を表すものは、小書きの「っ」に改めた。
- この節中『自治省解説』は自治省振興課編『住居表示制度の解説（改訂版）』（政経書院、1986年）の「第1章 住居表示に関する法律」（pp. 1–36）を指す。

### 第2条（住居表示の原則）
- 住所、居所：『自治省解説』によれば、民法（明治29年4月27日法律第89号）の住所、居所と同義。会社の住所は、その本店の所在地にあるものとされる（会社法第4条）。
- 事務所、事業所その他これらに類する施設：『自治省解説』によれば、官公庁の庁舎、会社の営業所・出張所・工場、市町村の会館・公園、貨物の配達先となり得る倉庫を含む。
- 軌道：『自治省解説』によれば、軌道法（大正10年4月14日法律第76号）にいう軌道。
- 恒久的な施設：『自治省解説』によれば、例えばコンクリートで築造された強固な塀を含む。
- 街区符号：「街区方式による住居表示の実施基準」では、数字を用いることとされている。
- 市町村の合併の特例に関する法律（平成16年5月26日法律第59号）第25条に特則があり、市町村合併時に設置される地域自治区内の住居表示には、その地域自治区の名称も冠する。

### 第3条（住居表示の実施手続）
- 市街地：『自治省解説』によれば、地方自治法（昭和22年4月17日法律第67号）第8条第1項第2号にいう市街地と同義で、「常識上の概念で、客観的に市街地という概念にあてはまる地域」を指す。市町村の区域内のどこが市街地の区域に当たるかの認定は、その市町村に任されている。市街地の「一応の参考基準」は国勢調査の人口集中地区である。
- 議会の議決：『自治省解説』によれば、「地方自治法第7条及び第260条の議決とは異なり、議会においても修正権はあるものと解する」。第5条の2第7項も参照。
- 住居表示の方法：第2条の街区方式または道路方式。
- 関係人：『自治省解説』によれば、住居表示を実施すべき区域の住民、その区域に建物を所有する人、その区域に支店などを有する法人の本店など。
- 関係行政機関：『自治省解説』によれば、郵便局、地方法務局、警察署、消防署、都道府県の地方事務所、税務署など。

### 第4条（条例への委任）
- 条例：ひな形は、「住居表示に関する条例準則（街区方式）」として定められている[1]。

### 第5条（町又は字の区域の合理化等）
- 本条改正：住居表示に関する法律の一部を改正する法律（昭和42年8月10日法律第133号）による改正（第1次改正）
- 本条後段削除、第2項追加：住居表示に関する法律の一部を改正する法律（昭和60年6月14日法律第59号）による改正（第2次改正）
- 街区方式によることが不合理な町又は字の区域：『自治省解説』によれば、「街区方式による住居表示の実施基準」に適合しないもの。
- 読みやすく、かつ、簡明なもの：『自治省解説』によれば、常用漢字を用いる、他の町名と紛らわしいものを避けるなど。

### 第5条の2（町又は字の区域の新設等の手続の特例）
- 地方自治法第260条第1項の規定：「市町村長は、政令で特別の定めをする場合を除くほか、市町村の区域内の町若しくは字の区域を新たに画し若しくはこれを廃止し、又は町若しくは字の区域若しくはその名称を変更しようとするときは、当該市町村の議会の議決を経て定めなければならない。」
- 本条追加：住居表示に関する法律の一部を改正する法律（昭和42年8月10日法律第133号）による改正（第1次改正）
- 政令：住居表示に関する法律施行令（昭和42年8月10日政令第246号）

### 第6条（住居表示義務）
- 第2項一部改正：住民基本台帳法（昭和42年7月25日法律第81号）附則第16条による改正
- 住居の表示：『自治省解説』によれば、「日常生活で使用する住居の表示」の全て。郵便の宛先、法令に基づく申請書類、広告、名刺など。
- 用いるように努めなければならない：『自治省解説』によれば、「国が何人に対しても、この住居表示の義務を強く要請しているという意味」で、努力義務のような弱い意味ではない。「用いなければならない」ではなくこのような表現となっているのは、「たまたま知らないで契約行為等の法律行為に旧表示が使われた場合、直ちにそのことをもってして本来の法律行為について違法無効の問題が、生じないよう留意したまでのこと」。
- 公簿：『自治省解説』によれば、「住民に対する行政上公に備える必要のある公式の簿冊」。条文に例示されているもののほか、固定資産課税台帳など。「住居表示が実施された時期において、現在行政目的を持って使用されていない帳簿」は含まれない。
- 『自治省解説』によれば、第2項は、「公簿における住居表示の方法を一定にする」意義を有する。
- 第2項に関連して、法務省民事局長通達によれば、戸籍について「本籍と住所とは関係がないので、住居表示法に基づく住居表示の方法を実施した後においても、本籍欄の記載については更正の手続きを要しない」[2]。
- 戸籍法施行規則の一部を改正する省令（昭和51年11月5日法務省令第48号）によって戸籍法施行規則（昭和22年12月29日司法省令第94号）が改正され、1976年（昭和51年）12月1日以降、本籍は地番号のかわりに街区符号で表示することもできるようになった。法務省民事局長通達によれば、地番号から街区符号への変更は、転籍の届出に基づく転籍によって行われる[3]。

### 第7条（手数料その他の徴収金に関する特例）
- 本条一部改正：住居表示に関する法律の一部を改正する法律（昭和42年8月10日法律第133号）による改正（第1次改正）
- 本条に関連して、登録免許税法（昭和42年6月12日法律第35号）第5条では、住居表示の実施または変更に伴う登記事項または登録事項の変更の登記または登録は非課税とされている。

### 第8条（表示板の設置等）
- 条例：ひな形は、「住居表示に関する条例準則（街区方式）」として定められている[1]。
- 第1項の表示板は、街区方式の場合、「街区表示板」という。
- 第2項の表示のための板は、「住居番号表示板」という。
- 街区表示板と住居番号表示板の設置場所、寸法、表記、色彩などは、「街区方式による住居表示の実施基準」に定められている。

### 第9条（住居表示台帳）
- 関係人：『自治省解説』によれば、「住居表示実施区域内の住民に限らず、もっと広く解して差支えない」。
- 「街区方式による住居表示の実施基準」では、住居表示台帳は、縮尺3,000分の1又は2,500分の1の都市計画図を基礎として縮尺500分の1で街区ごとに作成することとされている。
- 住居表示台帳は、電磁的記録により作成してもよいことになった[4]。

### 第9条の2（旧町名等の継承）
- 本条追加：住居表示に関する法律の一部を改正する法律（昭和60年6月14日法律第59号）による改正（第2次改正）
- 本条は、改正法の施行日（1985年（昭和60年）6月14日）より前に住居表示の実施に伴い変更された町名・字名にも適用される。

### 第10条（国又は都道府県の指導等）
- 第2項一部改正、第3項追加：住居表示に関する法律の一部を改正する法律（昭和42年8月10日法律第133号）による改正（第1次改正）
- 見出し改正、第3項一部改正、各項1項ずつ繰下げ、第1項追加：行政事務の簡素合理化及び整理に関する法律（昭和58年12月10日法律第83号）第51条による改正
- 第3項一部改正：住居表示に関する法律の一部を改正する法律（昭和60年6月14日法律第59号）による改正（第2次改正）
- 第2項、第3項、第4項一部改正：中央省庁等改革関係法施行法（平成11年12月22日法律第160号）第227条による改正（「自治大臣」を「総務大臣」に改める。）
- 第2項の必要があると認めるとき：『自治省解説』によれば、「市街地である区域で地番が混乱しそのため人の訪問、集金、集配の業務、諸種の行政事務の遂行等に障害が生じている区域について、市町村が正当な理由がないまま住居表示を実施せず、日常生活上の障害を放置している場合など」。
- 都道府県から市町村への本条に基づく指導などの事務の区分は次のとおり。
  - 1983年（昭和58年）12月9日まで：機関委任事務（都道府県知事が国の機関として行う事務）
  - 1983年（昭和58年）12月10日から2000年（平成12年）3月31日まで：団体委任事務（国から都道府県に委任された事務）
  - 2000年（平成12年）4月1日から：自治事務（都道府県の事務）

### 第12条（委任規定）
- 本条一部改正：中央省庁等改革関係法施行法（平成11年12月22日法律第160号）第227条による改正（「自治大臣」を「総務大臣」に改める。）
- 本条に基づいて、「街区方式による住居表示の実施基準」が定められている[5][6][7]。
- 道路方式による住居表示のための基準は定められていない。

### 第13条（政令への委任）
- 本条追加：住居表示に関する法律の一部を改正する法律（昭和42年8月10日法律第133号）による改正（第1次改正）
- 政令：住居表示に関する法律施行令（昭和42年8月10日政令第246号）

### 附則（抄）
- 第2項改正：住居表示に関する法律の一部を改正する法律（昭和42年8月10日法律第133号）による改正（第1次改正）
- 公布の日：1962年（昭和37年）5月10日

## 沿革

### 年表
- 制定：住居表示に関する法律（昭和37年5月10日法律第119号）
  - 法律案は第40回国会に内閣から提出。参議院地方行政委員会に付託。1962年（昭和37年）3月6日、委員会で趣旨説明。13日・15日、委員会で審議。20日、委員会に参考人招致。同日委員会で可決。23日、参議院本会議で可決。4月6日、衆議院地方行政委員会で趣旨説明。4月24日・5月6日、委員会で審議。5月6日、衆議院本会議で可決、成立。
  - 1962年（昭和37年）5月10日、公布・即日施行。
- 改正（第1次改正）：住居表示に関する法律の一部を改正する法律（昭和42年8月10日法律第133号）による改正
  - 法律案は、1967年（昭和42年）7月6日、第55回国会に衆議院地方行政委員会から提出。同日、衆議院本会議で可決。11日、参議院地方行政委員会で可決。12日、参議院本会議で可決、成立。
  - 1967年（昭和42年）8月10日、公布・即日施行。
- 改正：住民基本台帳法（昭和42年7月25日法律第81号）附則第16条による改正
  - 1967年（昭和42年）11月10日、施行。
- 改正：行政事務の簡素合理化及び整理に関する法律（昭和58年12月10日法律第83号）第51条による改正
  - 1983年（昭和58年）12月10日、施行。
- 改正（第2次改正）：住居表示に関する法律の一部を改正する法律（昭和60年6月14日法律第59号）による改正
  - 法律案は、1985年（昭和60年）5月30日、第102回国会に衆議院地方行政委員会から提出。31日、衆議院本会議で可決。6月6日、参議院地方行政委員会で可決。7日、参議院本会議で可決、成立。
  - 1985年（昭和60年）6月14日、公布・即日施行。
- 改正：中央省庁等改革関係法施行法（平成11年12月22日法律第160号）第227条による改正
  - 2001年（平成13年）1月6日、施行。

### 制定
住居表示法制定の経緯は次のとおりである。
江戸時代以前の検地でも、土地の区画ごとに番号を付けることがあったようだが、その番号を住所の表示に利用することはなかったようである。明治初期に発行された地券でも、持主の住所は「何国何郡何村字何」と記載されており、住所に地番は使われていない。1860年9月29日（万延元年8月15日）に江戸幕府の代表と欧米の領事とが結んだ「長崎地所規則」では、外国人が長崎の外国人居留地の土地を借り受けるときは、土地の番号を彫刻した境界石が設置されることになっていたので、江戸時代に地番が一切なかったわけではない。
1871年5月22日（明治4年4月4日）に布告された戸籍法では、住所は番号によって「何番屋敷」と記すことが定められた。1872年2月21日（明治5年1月13日）の太政官布告には、戸籍の番号には土地ごとに付す番号を用いるが、戸ごとに番号を付しても構わない、という意味に解釈できる規定がある。
1886年（明治19年）には、戸籍法の細則を定める、という建前で、内務省令と内務省訓令により、戸籍制度の実質的改正が行われた。これにより、戸籍の住所（現代でいう本籍でもあり、住民票の住所でもある）には地番が採用された。地方によっては、この改正後もなお、戸籍の住所に屋敷番が使われた。実際、戸籍の記載には、土地の番号（何番地）、戸番（何番戸）、屋敷ごとの番号（何番屋敷）のいずれかが用いられ、地方によりまちまちであったという。
1898年（明治31年）、戸籍法が全面改正された。この戸籍法では、戸籍は地番の順に綴って帳簿とすること、地番の変更があったときは戸籍の地番の記載は更正されたものとみなすこと、が定められた。このような経緯で、明治初期に登場した戸番、屋敷番は廃れ、日本では町名・字名と地番との組合せで住所が表示されるようになった。
その後、日本の都市では、町名・地番の混乱により、郵便物の配達が困難であるなどの社会的な問題が生じた。昭和初期、藤井崇治の発案で逓信省では「郵便戸番」の研究が行われた。藤井は、町名・地番の混乱のために日本の郵便配達が効率的でないことを指摘し、六大都市とその周辺では街路ごとに整然と付けた戸番を郵便の宛先に使うべきであると論じた。東京電力は、検針・集金のために地番があてにならないとして、独自の「画標制度」を考案し、1958年（昭和33年）から使用した。画標制度は、航空写真に基づいて、街区に番号を付け、街区ごとに家々に戸番を付けるというものであった。1959年（昭和34年）3月、郵政省など多数の団体によって番地整理促進協議会が結成された。同年12月15日、第33回国会で、参議院地方行政委員会は、町名地番の混乱に対する対策を政府に求める決議をした。
自治省は、当初、地番を「ブロック地番方式」で整理することにより地番の混乱が解消できると考えた。そこで、町名を所管する自治省と地番を所管する法務省は、1960年度（昭和35年度）、荒川区、川越市、塩竈市を町名地番整理実験都市に指定し、その一部区域で町名地番整理を実施した。実験の結果、町界・町名の整理はともかく、地番の付け替えは、測量が必要になる場合もあり、時間と経費を要することが明らかになった。法務省民事局第三課長香川保一は、当時、「いわゆる番地が乱れていることは事実だが、これをいじるなら土地を再測量しなければ困る。しかし、現状からすると巨額な費用がかかるから不可能。」と述べた。法務省の登記所は、当時、土地台帳・家屋台帳を不動産登記簿に統合する作業に忙しく、地番整理に取り組む余裕がなかった。
1960年（昭和35年）6月、総理府は自治省の依頼により町名地番の整理に関する世論調査を実施した。調査は、人口20万人以上の市の世帯主3,000人を対象に行われた。回答者中の56%が「現在の町名地番は一般にわかりにくという印象」と答えた。町丁の境界については、「道路、河川などを基準としてきめた方がよい」と回答した人が61%、「商店会、自治会、町内会等を基準とした方がよい」と回答した人が16%であった。過去10年間に町名地番整理を経験した回答者のうち56%が「よかった」と答え、3%が「悪かった」と答えた。しかしながら、回答者自身が当時居住していた町丁の町名を変えた方がよいと答えた人は4%にすぎず、83%は「今のままでよい」と答えた。1961年度（昭和36年度）にはまた、福岡市、甲府市、伊勢崎市など5市が実験都市に指定され、町名地番整理が行われ、また、住居表示に関する実験が行われた。
1961年（昭和36年）5月、町名地番制度についての根本方針について審議させるため、総理府に「町名地番制度審議会」が設置された。この審議会の委員は次の15名であった：青木均一（東京電力社長）、大野木克彦（東京市政調査会理事）、荻田保（地方財政審議会委員）、辰野隆（東京大学名誉教授）、戸塚文子（評論家）、牧田弥太郎（弁護士）、松方三郎（共同通信社顧問）、森昌也（島田市長）、川島武宜（東京大学教授）、高山英華（東京大学教授）、田上穣治（一橋大学教授）、馬場義続（法務事務次官）、石田正（大蔵事務次官）、加藤桂一（郵政事務次官）、小林與三次（自治事務次官）。審議会の第4回総会では、東京電力の営業課長が画標制度の説明をした。
そして、審議会は、内閣総理大臣からの諮問を受けて、1961年（昭和36年）11月に「町名地番制度の改善に関する答申」を出した。その答申では、財産番号である地番の整理には困難と多額の経費を要するので、市街地の住居表示のためには、地番ではなく、諸外国のハウスナンバーのような住居表示自体の目的のための番号を採用すべきであるとされた。
この答申を受けて、住居表示法案が1962年（昭和37年）の第40回国会に内閣から提出され、成立した。参議院本会議では、住居表示事業について「住民の理解と協力を得るに遺憾なさを期すること」、「出来得るかぎり短期間に完了し得るよう計画的に行なうこと」などを政府に求める附帯決議がなされた。附帯決議では、「町および字の区域あるいは名称の合理化、平明化をはかるべきものである」とされた。東京電力の社報では、街区方式の住居表示は「当社の画標制度をモデルとして」生まれたものとされている。

### 施行
住居表示法は1962年（昭和37年）5月10日から施行された。1962年度（昭和37年度）は全国のモデル都市で住居表示の実験が行われた。実験と並行して、自治省に設置された住居表示審議会で住居表示の実施基準についての審議が行われた。1963年（昭和38年）7月8日、住居表示審議会は「住居表示実施基準に関する答申」を出した。同月30日、答申を受けて自治大臣は、住居表示法第12条の規定に基づく「街区方式による住居表示の実施基準」を告示した。以後、全国各都市で本格的に住居表示が実施された。制定当初の住居表示法附則第2項は、1962年（昭和37年）5月10日時点で市街地である区域では1967年（昭和42年）3月31日までに住居表示事業を完了することを努力目標として規定していた。
住居表示法の施行当初数年間は、住居表示の実施について、自治省から市町村に補助金が交付されていた。また、郵政省からは、住居表示を実施する市町村に対して、住居番号表示板の寄贈、はがき（住居表示が実施される区域内の各戸に配布して住所表記の変更通知に使ってもらうためのもの）の寄贈などの支援が行われた。

### 第1次改正
1965年（昭和40年）7月1日現在の住居表示の進捗率は、全国で15.6%、東京都の特別区で29.4%であった。1967年（昭和42年）5月1日現在では、全国で40%程度、特別区で60%程度、政令指定都市6市で8%程度であった。このように、当時、全国の大都市の中では東京都の特別区において際立って急速に住居表示が実施された。東京都は、自治省の「街区方式による住居表示の実施基準」よりも厳しい独自の基準で各区を指導した。当時、この指導は、国の機関としての東京都知事の権限で行われた（住居表示法第10条の機関委任事務）。
その結果、特に東京都の特別区において、住居表示実施に伴う町界・町名変更に関する紛争が頻発した。1960年（昭和40年）には、文京区向ヶ丘弥生町2番地・3番地の住民83名が、根津一丁目への編入を不服として、町区域名称変更処分の取消しを求める訴えを提起した。この訴訟の原告には団藤重光（東京大学法学部長）、勝本正晃（東北大学名誉教授）、サトウハチロー（詩人）も加わっていた。この訴訟を嚆矢として、特別区内では、町界・町名変更の取消しを求める訴訟が数件提起された。このうちの1件が1960年（昭和40年）に提起された「目白地名訴訟」であり、1973年（昭和48年）1月19日の最高裁判所第2小法廷判決により、住民は町界・町名変更の取消しを求める訴えの原告適格を欠くとして住民の訴えを却下した第1審判決が確定した。また、訴訟に至らないまでも、町界・町名変更の反対運動が特別区の各地で起こった。
東京がこのような状況にあった1965年（昭和40年）6月、自治省からは「街区方式による住居表示の実施基準」の運用に関する通知が出された。この通知では、町の名称について「関係住民の意向をも尊重するように配慮すること」、町の規模について「地域社会の実態についても配慮すること」、町の境界について「住居表示実施区域の状況等によっては、公共溝渠、コンクリート塀等であっても、それが恒久的な施設として認められるものについては、これらによって町の境界とすることもさしつかえない」、丁目について「町名を親しみ深いものにするため、丁目を用いることの利害得失を十分検討して定めること」としている。
1966年（昭和41年）11月、内閣総理大臣佐藤榮作は官房長官愛知揆一に対して、「複雑な町名などを整理するための自治省の行政指導が、部分的には行き過ぎもあるようなので、町名変更に関しては自治省からあまりに強い圧力的なものはかけないよう」に指示をした。愛知は記者会見で「住居表示に関する法律の適用は佐藤首相の指示でお役所の画一的な運用で歴史的、文化的な町名が失われることのないよう自治省に注意を促す」と述べた。
その後、自由民主党衆議院議員の岡崎英城の構想に基づき、各党協議の上、住居表示法の改正案が準備され、1967年（昭和42年）の第55回国会（特別会）に衆議院地方行政委員会から提出された。提案の理由は、「これまでの実施状況を見ますと、往々にして町の区域の全面的な変更のなされるきらいがあるのみならず、町の名称につきましても、従来の町の名称と縁もゆかりもない画一的な名称をつけられることが間々あり、このため各地区で住民感情を傷つけ、また、由緒ある町名の消滅を招くため、関係住民はもとより、世の識者からも批判を受ける事例が少なくない」ことから、「住居表示の実施のための町または字の区域の変更にあたっては、できるだけ、従来の区域及び名称を尊重するものとするとともに、住民の意思を尊重しつつ慎重に行なうよう手続を整備しようとする」ためである。改正は同国会で成立し、1967年（昭和42年）8月10日から施行された。

### 第2次改正
第1次改正後の1979年（昭和54年）に実施された住居表示に伴う町界・町名変更の無効確認または取消しを求める訴えの上告審において、最高裁判所第1小法廷は、1983年（昭和58年）3月3日に「目白地名訴訟」の判決を踏襲する判決をした。
1983年（昭和58年）9月16日に自治省振興課長は各都道府県の部長に通知を出した。この通知によると、第1次改正後も、「なお一部の市町村において、法改正に伴う住居表示に関する手続規定の手直しが行われていない等のため、町名について従来の名称と縁もゆかりもない画一的な名称をつける等必ずしも適正とはいいがたい事例も見受けられ」た。そして、この通知では「現在の町区域及び町名はそれ自体が地域の歴史、伝統、文化を承継するものである」から、「今後の住居表示の実施に当たっては、住民の意思を尊重しつつ、みだりに従来の町区域を全面的に改編し、整一化を図ったり、また、町名を全面的に変更するということのないよう」都道府県が市町村を指導することを求めた。
1984年（昭和59年）6月26日、住居表示法の改正を目指す超党派の「地名保存議員連盟」が発足した。同日の第1回総会には、国会議員とその代理合計約120名が出席し、総会では、自由民主党の宇野宗佑が会長に、日本社会党の細谷治嘉が副会長に、自由民主党の与謝野馨が事務局長に選出された。そして、安易な地名変更を阻止するために、次の通常国会における議員立法による住居表示法改正を目指して活動することが決められた。
この議員連盟の活動の結果、「なお一部の市町村におきましては、町名について従来の名称と縁もゆかりもない名称をつける等必ずしも適正とは言いがたい事例も見受けられる」状況を踏まえ、「町名等はそれ自体が地域の歴史、伝統、文化を承継するものであることにかんがみ、住居表示の実施に当たって旧来の町名等がより一層尊重されるよう、町名等を定めるときは従来の名称に準拠することを基本とするとともに、住居表示の実施に伴い変更された由緒ある町名等の継承のための措置を講じようとする」ため、住居表示法の第2次改正案が第102回国会に衆議院地方行政委員会から提出された。改正は同国会で成立し、1985年（昭和60年）6月14日から施行された。

## 解説書
自治省振興課編『住居表示制度の解説（改訂版）』（政経書院、1986年）は、住居表示法の逐条解説、住居表示の実施基準、住居表示に関する自治省からの通知などを含む住居表示制度の解説書である。なお、2015年（平成27年）現在、住居表示制度を所管するのは総務省自治行政局住民制度課である。